# Euphorbia perarmata
Euphorbia perarmata är en törelväxtart som beskrevs av Susan Carter. Euphorbia perarmata ingår i släktet törlar, och familjen törelväxter.
Artens utbredningsområde är Somalia. Inga underarter finns listade i Catalogue of Life.